# Alki Zei
Alki Zei (în greacă: Άλκη Ζέη) (n. 15 decembrie 1923, Atena, Regatul Greciei – d. 27 februarie 2020, Atena, Grecia) a fost o romancieră greacă și scriitoare de literatură pentru copii. 

## Biografie
Zei s-a născut la Atena. A studiat la Facultatea de Filozofie a Universității Atena, la Școala de Drame a Teatrului (Odeionul) din Atena și la departamentul de scenografie al Institutului de Cinematografie din Moscova VGIK. Din 1954 până în 1964 ea a trăit în Uniunea Sovietică ca refugiat politic. În 1964, ea și familia sa s-au întors în Grecia, dar au plecat toți din nou când junta a preluat puterea în 1967. De data aceasta a rămas la Paris, întorcându-se abia după căderea dictaturii. 
Alki Zei a început să scrie de foarte tânără. În primii ani de liceu, a început să scrie piese de teatru pentru păpuși. Primul ei roman, The Tiger in the Shop Window (Το Καπλάνι της Βιτρίνας), (1963) a fost inspirat din copilăria ei petrecută în Samos și este semi-autobiografic. A urmat o serie de cărți pentru copii, iar în 1987 a apărut primul ei roman pentru adulți, Logodnica lui Ahile (Η αρραβωνιαστικιά του Αχιλλέα). Cărțile ei au fost traduse în numeroase limbi. 
Romanul ei pentru adolescenți Constantina și păianjenii ei (Η σνσταντίνα και οι αράχνες της) a câștigat premiul IBBY grecesc pentru cea mai bună carte pentru copii mai mari, iar Alki Zei a fost nominalizată la Premiul Hans Christian Andersen pentru scriere și la Premiul Memorial Astrid Lindgren pentru  literatură. Premiul Mildred L. Batchelder i-a fost acordat pentru traducerea în limba engleză și publicarea în Statele Unite ale Americii ale lucrărilor Wildcat Under Glass (1970), Petros 'War (1974) și The Sound of the Dragon's Feet (1980). 

## Lucrări
- The Purple Umbrella [L'Ombre Mauve în traducere franceză]
- The Mauve Umbrella [y μωβ ομπρέλλα în traducere engleză]
- Bunicul mincinos (O Pseftis Pappous)
- Tigrul în fereastra magazinului (aka Pisica sălbatică sub sticlă) / Το Καπλάνι της Βιτρίνας (1963)
- Petros 'War / Ο μεγάλος περίπατος του Πέτρου (1971)
- Logodnica lui Ahile / Η αρραβωνιαστικιά του Αχιλλέα (1987) [Traducere în engleză de G. Holst-Warhaft 1991]
- Uncle Platon / Ο θείος Πλάτων (1975)
- Hannibal's Shoes / Τα παπούτσια του Αννίβα (1979)
- Constantina și păianjenii ei (sau Tina's Web) / Η σνσταντίνα και οι αράχνες της (2002)

## Premii
- Premiul literar („Prix Litéraire des Jeunes Européens”, 2010 Franța) pentru Bunicul mincinos (O Pseftis Pappous )
- Commandeur de l’ Ordre des Arts et des Lettres, 2015 Franța
- Crucea de aur, Ordinul de onoare, 2015 Grecia